# Geselliges Ockerröhrchen
Das Gesellige Ockerröhrchen (Woldmaria filicina, Syn. Woldmaria crocea) ist die einzige Pilzart der Gattung Ockerröhrchen (Woldmaria) aus der Familie der Fingerhutverwandten (Cyphellaceae). Die Spezies bildet kleine, röhrenförmige Fruchtkörper auf den abgestorbenen Stängeln des Straußenfarns und wird deshalb auch Farnröhrchen genannt.

## Merkmale

### Makroskopische Merkmale
Das Gesellige Ockerröhrchen bildet zahlreiche röhrenförmige, hängende (sogenannte cyphelloide) Fruchtkörper aus, die 3–4 mm × 0,3–0,5 mm groß werden. Sie sind zylindrisch und von gelbbrauner Farbe, wobei die Mündungen heller gefärbt sind. Die Innenseite ist mit der Fruchtschicht (Hymenium) überzogen, die Außenseite ist fein behaart. Die Fruchtkörper wachsig rasig und gesellig.

### Mikroskopische Merkmale
Die Sporenständer (Basidien) sind viersporig und werden 25–30 × 6–8 μm groß. Die Sporen messen 10–33 (bis 15) × 3–4,5 μm. Sie sind spindelig, hyalin und glatt. Die Pilzfäden (Hyphen) besitzen Schnallen an den Querwänden (Septen).

## Ökologie und Verbreitung

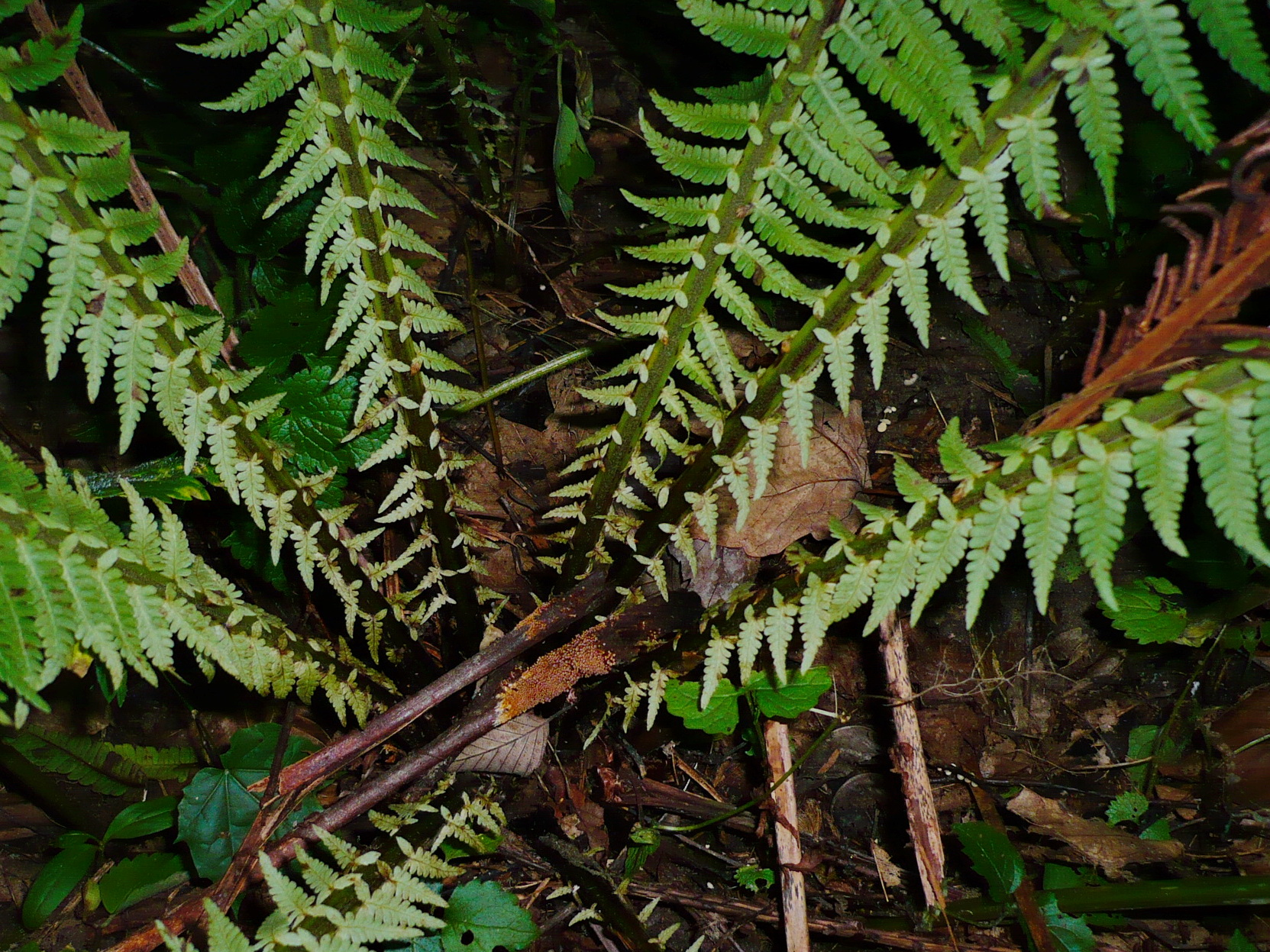
Geselliges Ockerröhrchen auf abgestorbenen Stängeln des Straußenfarns

Das Gesellige Ockerröhrchen wächst auf abgestorbenen Stängeln des Straußenfarns (Matteucia struthiopteris). Es wächst vom Sommer bis Herbst an sehr feuchten Stellen meist in Wassernähe.

## Verbreitung
Das Gesellige Ockerröhrchen ist recht selten, wurde aber vermutlich oft nur übersehen. So ist die Art auf der Roten Liste Sachsen-Anhalts in der Kategorie R (extrem selten) geführt. In Österreich wurde die Art in allen Bundesländern außer Vorarlberg, dem Burgenland und Wien gefunden. In Skandinavien ist es recht häufig. In Europa und Asien kommt die Art sonst auch in Großbritannien, Belgien über Polen und Ukraine bis nach Russland inklusive Sibirien vor. Zudem ist sie auch aus Nordamerika bekannt (Arizona: Lake Pleasant, New York; Kanada: Manitoba, Ontario, Québec, Nova Scotia).

## Systematik und Taxonomie
Die Gattung Woldmaria wurde von William Bridge Cooke 1961 erstbeschrieben mit der Typusart Woldmaria crocea, benannt nach dem schwedischen Mykologen Stig Woldmar, der im 20. Jahrhundert lebte.  Die Art war vorher von Petter Adolf Karsten als Solenia crocea 1884 beschrieben worden. 1996 nannte Henning Knudsen die Art Solenia filicina, die bereits 1876 von Charles Horton Peck beschrieben worden war, in Woldmaria filicina um. Es stellte sich heraus, dass beide beschriebenen Arten identisch sind, daher ist der gültige Name Woldmaria filicina und die Gattung monotypisch.
Die Familienzugehörigkeit ist noch umstritten. Manche stellen sie in die Familie der Niaceae, andere in die Familie der Cyphellopsidaceae. Laut NCBI gehören sie zu den Fingerhutverwandten (Cyphellaceae).